# شرکای امبلین
شرکت توزیع استوری‌تِلر (به انگلیسی: Storyteller Distribution Co.، LLC) که با نام تجاری شرکای اَمبلین (انگلیسی: Amblin Partners) شناخته می شود یک شرکت فیلم‌سازی در ایالات متحده آمریکا است. 
این شرکت در سال ۲۰۱۵ میلادی تأسیس شده و مقر آن در شهر یونیورسال سیتی است.

## فیلم‌ شناسی
| فیلم                           | سال             | برچسب فیلم                          | شرکت تهیه                                                              | توزیع فیلم                 |
| ------------------------------ | --------------- | ----------------------------------- | ---------------------------------------------------------------------- | -------------------------- |
| غول بزرگ مهربان                | ۱ ژوئیه ۲۰۱۶    | اَمبلین انترتینمنت                   | والت دیزنی پیکچرز، امبلین انترتینمنت، رسانه والدن و ریلاینس انترتینمنت | استودیو سینمایی والت دیزنی |
| نوری در میان اقیانوس‌ها         | ۲ سپتامبر ۲۰۱۶  | دریم‌ورکس پیکچرز                     | تاچ‌استون پیکچرز٬ رسانه پارتیکیپنت٬ هی‌دی فیلمز و ریلانس انترتینمنت      | استودیو سینمایی والت دیزنی |
| دختری در قطار                  | ۷ اکتبر ۲۰۱۶    | دریم‌ورکس پیکچرز                     | ریلانس انترتینمنت و مارک پلت                                           | یونیورسال پیکچرز           |
| مهمانی کریسمس اداره            | ۹ دسامبر ۲۰۱۶   | دریم‌ورکس پیکچرز                     | دریم‌ورکس، انترتینمنت ۳۶۰ و بلوگراس فیلمز                               | یونیورسال پیکچرز           |
| هدف یک سگ                      | ۲۷ ژانویه ۲۰۱۷  | اَمبلین انترتینمنت                   | رسانه والدن٬ گروه سرگرمی پاریاه                                        | یونیورسال پیکچرز           |
| شبح درون پوسته                 | ۳۱ مارس ۲۰۱۷    | دریم‌ورکس پیکچرز                     | گراسونور پارک پروداکشنز                                                | یونیورسال پیکچرز           |
| تشکر به خاطر خدمت‌تان           | ۲۷ اکتبر ۲۰۱۷   | دریم‌ورکس پیکچرز                     | دریم‌ورکس پیکچرز                                                        | یونیورسال پیکچرز           |
| اعجوبه                         | ۱۷ نوامبر ۲۰۱۷  | رسانه پارتیکیپنت                    | مندویل فیلمز، رسانه والدن، تی‌آی‌کی فیلمز                                | لاینزگیت                   |
| پست                            | ۲۲ دسامبر ۲۰۱۷  | اَمبلین انترتینمنت و دریم‌ورکس پیکچرز | ریلانس انترتینمنت، پاسکال پیکچرز و استار ترور انترتینمنت               | فاکس قرن بیستم             |
| ۷ روز در انتبه                 | ۱۶ مارس ۲۰۱۸    | رسانه پارتیکیپنت                    | ورکینگ تایتل فیلمز                                                     | فوکس فیچرز                 |
| بازیکن شماره یک آماده          | ۳۰ مارس ۲۰۱۸    | اَمبلین انترتینمنت                   | ویلیج رودشو پیکچرز و دونالد دی لاین                                    | برادران وارنر              |
| خانه‌ای با ساعتی درون دیوارهایش | ۲۱ سپتامبر ۲۰۱۸ | اَمبلین انترتینمنت                   | ریلانس انترتینمنت و راه وی پروداکشنز                                   | یونیورسال پیکچرز           |
| نخستین انسان                   | ۱۲ اکتبر ۲۰۱۸   | دریم‌ورکس پیکچرز                     | تمپل هیل انترتینمنت و پرفکت ورلد پیکچرز                                | یونیورسال پیکچرز           |
| کتاب سبز                       | ۱۶ نوامبر ۲۰۱۸  | دریم‌ورکس پیکچرز                     | رسانه پارتیکیپنت                                                       | یونیورسال پیکچرز           |
| به مارون خوش آمدید             | ۲۱ دسامبر ۲۰۱۸  | دریم‌ورکس پیکچرز                     | ایمیج موورز٬ پرفکت ورلد پیکچرز                                         | یونیورسال پیکچرز           |
| بر اساس جنسیت                  | ۲۵ دسامبر ۲۰۱۸  | رسانه پارتیکیپنت                    | تولیدات رابرت کورت                                                     | فوکس فیچرز                 |
| ایالت محبوس                    | ۱۵ مارس ۲۰۱۹    | رسانه پارتیکیپنت                    | دردسترس نیست                                                           | فوکس فیچرز                 |
| سفر یک سگ                      | ۱۷ مارس ۲۰۱۹    | اَمبلین انترتینمنت                   | رسانه والدن                                                            | یونیورسال پیکچرز           |
| آب‌های تیره                     | ۲۲ نوامبر ۲۰۱۹  | رسانه پارتیکیپنت                    | کیلر فیلمز                                                             | فوکس فیچرز                 |
| ۱۹۱۷                           | ۲۵ دسامبر ۲۰۱۹  | دریم‌ورکس پیکچرز                     | نیل استریت٬ نیو ریپابلیک پیکچرز و موگامبو                              | یونیورسال پیکچرز           |
| چرخش                           | ۲۴ ژانویه ۲۰۲۰  | اَمبلین انترتینمنت و دریم‌ورکس پیکچرز | ورتیگو انترتینمنت                                                      | یونیورسال پیکچرز           |
| دادگاه شیکاگو هفت              | ۲۵ سپتامبر ۲۰۲۰ | دریم‌ورکس پیکچرز                     | کراس کریک پیکچرز٬ پارامونت پیکچرز٬ تولیدات مارک پلت                    | نتفلیکس                    |
| بیا بازی                       | ۳۰ اکتبر ۲۰۲۰   | -                                   | پیکچرز کمپانی٬ ریلانس انترتینمنت                                       | فوکس فیچرز                 |
| استیل‌واتر                      | ۳۰ ژوئیه ۲۰۲۱   | دریم‌ورکس پیکچرز                     | پارتیکیپنت، اسنوپونی، انانیمس کانتنت                                   | فوکس فیچرز                 |
| فینچ                           | ۵ نوامبر ۲۰۲۱   | امبلین انترتینمنت                   | ایمیج موورز، میشر فیلمز و رسانه والدن                                  | اپل تی‌وی پلاس              |
| داستان وست ساید                | ۱۰ دسامبر ۲۰۲۱  | امبلین انترتینمنت                   | تی‌اس‌جی انترتینمنت                                                      | استودیو قرن بیستم          |